# Antarctische Plaat

De Antarctische Plaat in het blauw aan de onderkant van de afbeelding

De Antarctische Plaat is een grote tektonische plaat die het continent Antarctica en de lithosfeer onder de Zuidelijke IJszee bevat. De plaat loopt door tot onder de zuidelijke delen van de Indische en de Grote Oceaan. De plaat bestaat gedeeltelijk uit continentale korst (onder het continent), een ander deel is oceanische korst (onder de oceaan, vanaf de continentale helling).

## Ligging en begrenzing
De Antarctische Plaat ligt gecentreerd op de geografische Zuidpool. Vanuit de ruimte gezien met de klok mee grenst de plaat aan de Zuid-Amerikaanse Plaat, de Scotiaplaat, de Afrikaanse Plaat, de Australische Plaat, de Pacifische Plaat en de Nazcaplaat. Bijna overal wordt de plaat begrensd door een divergente plaatgrens waar de platen uit elkaar bewegen en oceanische spreiding plaatsvindt. Met de Zuid-Amerikaanse Plaat heeft de Antarctische Plaat echter een convergente plaatgrens, waarbij de Antarctische Plaat onder Zuid-Amerika subduceert. De grens met de Scotiaplaat is passief, de platen schuiven langs elkaar (als een grote zijschuiving).
De absolute beweging van de Antarctische Plaat is ongeveer 2 cm/jaar. Omdat de meeste aangrenzende platen gedeeltelijk in dezelfde richting bewegen is de relatieve snelheid van Antarctica ten opzichte van die platen kleiner, bijvoorbeeld met de Pacifische Plaat is dit gemiddeld 1 cm/jaar.